# André Landault
André Landault est un écrivain français né le 27 juillet 1913 à La Haye-Pesnel (Manche) et mort le 1er novembre 2009 à Nogent-Le-Rotrou (Eure-et-Loir).
André Landault fait ses études primaires et secondaires à Saint-Brieuc où il passe son bac, puis est diplômé de l'école supérieure de commerce de Rouen.
De 1945 à 1950, il est à Baden-Baden où il est successivement directeur du Service d'Importation et d'Exportation (S.I.E.), puis directeur de l'Office du bois. Il y est fait la connaissance de Pierre Lévy, un négociant en paille et fourrages de Luisant (Eure-et-Loir) qui l'embauche dans son entreprise après la dissolution de la zone tripartite.
En 1951, il s'installe à Nogent-le-Rotrou, rue Saint-Hilaire. Il devient directeur commercial de la maison "Édition des Deux-Mondes" dont il participe au lancement, puis créé sa propre maison d'édition appelée "Les Éditions du Val d'Huisne."
Marqué par les atrocités de la seconde Guerre mondiale, André Landault est décidé à œuvrer pour que le nazisme ne ressuscite pas et écrit dans ce but son premier roman Le Refus de l'aube dont les 4 000 exemplaires sont rapidement vendus. Ce roman et le suivant Le Mur de la haine sont remarqués en Allemagne et lui valent une invitation d'une semaine en République fédérale Allemande où il donne des conférences, notamment à Munich auprès d'étudiants allemands.

## Publications
- Le Refus de l'aube, Paris, Presses du Mail, 1962
- Le Mur de la haine, Paris, Presses du Mail, 1962
- Ces Petits qui nous gouvernent, Nogent-le-Rotrou, éditions du Val de l'Huisne, 1966
- Histoire de Göl, Nogent-le-Rotrou, éditions du Val de l'Huisne, 1966
- Clarisse, Nogent-le-Rotrou, éditions du Val de l'Huisne, 1968
- Le Chêne rogneux, Paris, La Pensée universelle, 1980